# Gerolamo De Franchi Toso (1585-1668)
Gerolamo De Franchi Toso a été le 111e doge de Gênes du 8 septembre 1652 au 8 septembre 1654.